# Bernat Sanç
Bernat Sanç (ur. ???? – zm. ????) – hiszpański duchowny katolicki, biskup Seo de Urgel od 1142 roku do 1163 roku.